# Candice Patou
Pour les articles homonymes, voir Patou.
Michèle Pauline Patou, dite Candice Patou, née le 26 mars 1947 à Haverskerque (Nord), est une actrice française, veuve de Robert Hossein avec lequel elle s'est mariée le 28 juin 1976 à Reims. Ils ont un fils prénommé Julien.
En 2013, à Vittel, elle est la marraine du premier Festival international du film restauré.

## Filmographie

### Cinéma
- 1973 : Le Grand Bazar de Claude Zidi : Valentine
- 1973 : Un officier de police sans importance de Jean Larriaga
- 1975 : Pourquoi se contenter d'un plat unique quand il y a des milliers de hors-d'œuvre ? (court métrage) d'Alain Schlosberg
- 1975 : Opération Lady Marlène de Robert Lamoureux : Mary
- 1976 : L’Idole des jeunes d'Yvan Lagrange : Petula Clark
- 1979 : Démons de midi de Christian Paureilhe
- 1981 : Les Uns et les Autres de Claude Lelouch : Candice
- 1982 : Les Misérables de Robert Hossein : Éponine Thénardier, adulte
- 1983 : Édith et Marcel de Claude Lelouch : la sœur de Margot
- 1986 : Le Caviar rouge de Robert Hossein : Nora
- 1994 : L'Affaire de Sergio Gobbi : Hélène Haslans
- 2022 : L'Amour c'est mieux que la vie de Claude Lelouch : Candice[2]

### Télévision
- 1971 : Les Nouvelles aventures de Vidocq (série télévisée), épisode La Caisse de fer de Marcel Bluwal : la dame d'honneur
- 1972 : La Demoiselle d'Avignon (mini-série) de Michel Wyn : une princesse de Kurlande
- 1972 : L'Orchestre rouge (Die rote Kapelle) (mini-série) de Franz Peter Wirth : Georgie de Winter
- 1974 : Les Faucheurs de marguerites (série télévisée) de Marcel Camus : Odette
- 1974 : Le Comte Yoster a bien l'honneur (Graf Yoster gibt sich die Ehre) (série télévisée), saison 4, épisode 4 Briefe aus dem Dunkel de Georg Tressler : Inga Leifsson / épisode 10 Ungebetene Gäste de Michael Braun : Anja de Vries
- 1975 : Les Grands détectives (sérié télévisée), épisode Mission secrète de Tony Flaadt : Sirena
- 1988 : Sueurs froides (série télévisée), épisode 12 Black Mélo de Philippe Setbon : Mélanie Van Leer

## Théâtre
- 1975 : Des souris et des hommes de John Steinbeck, mise en scène Robert Hossein, Théâtre de Paris
- 1977 : La Putain respectueuse de Jean-Paul Sartre, mise en scène Jacques Weber, Théâtre Gérard-Philipe
- 1977 : Pas d’orchidées pour miss Blandish de James Hadley Chase, adaptation Frédéric Dard, mise en scène Robert Hossein, Maison de la Culture Reims, Théâtre de la Porte-Saint-Martin
- 1978 : Le Cauchemar de Bella Manningham de Frédéric Dard d’après Patrick Hamilton, mise en scène Robert Hossein, Théâtre Marigny
- 1981 : Lorna et Ted de John Hale, mise en scène Michel Fagadau, Théâtre de Boulogne-Billancourt
- 1985 : Lorna et Ted de John Hale, mise en scène Michel Fagadau, Petit-Marigny
- 1986 : Maison de poupée d’Henrik Ibsen, mise en scène Michel Fagadau, Théâtre de Boulogne-Billancourt
- 1987 : Lorna et Ted de John Hale, mise en scène Michel Fagadau
- 1994 : La Chatte sur un toit brûlant de Tennessee Williams, mise en scène Michel Fagadau, Théâtre le Petit-Marigny avec Bruno Wolkowitch et Bernard Fresson.
- 1998: Surtout ne coupez pas d’après Sorry, wrong number de Lucille Fletcher, mise en scène Robert Hossein, Théâtre Marigny (intervention filmée)
- 2007 : Lorna et Ted de John Hale, mise en scène Michel Fagadau